# Paris-Roubaix 1903

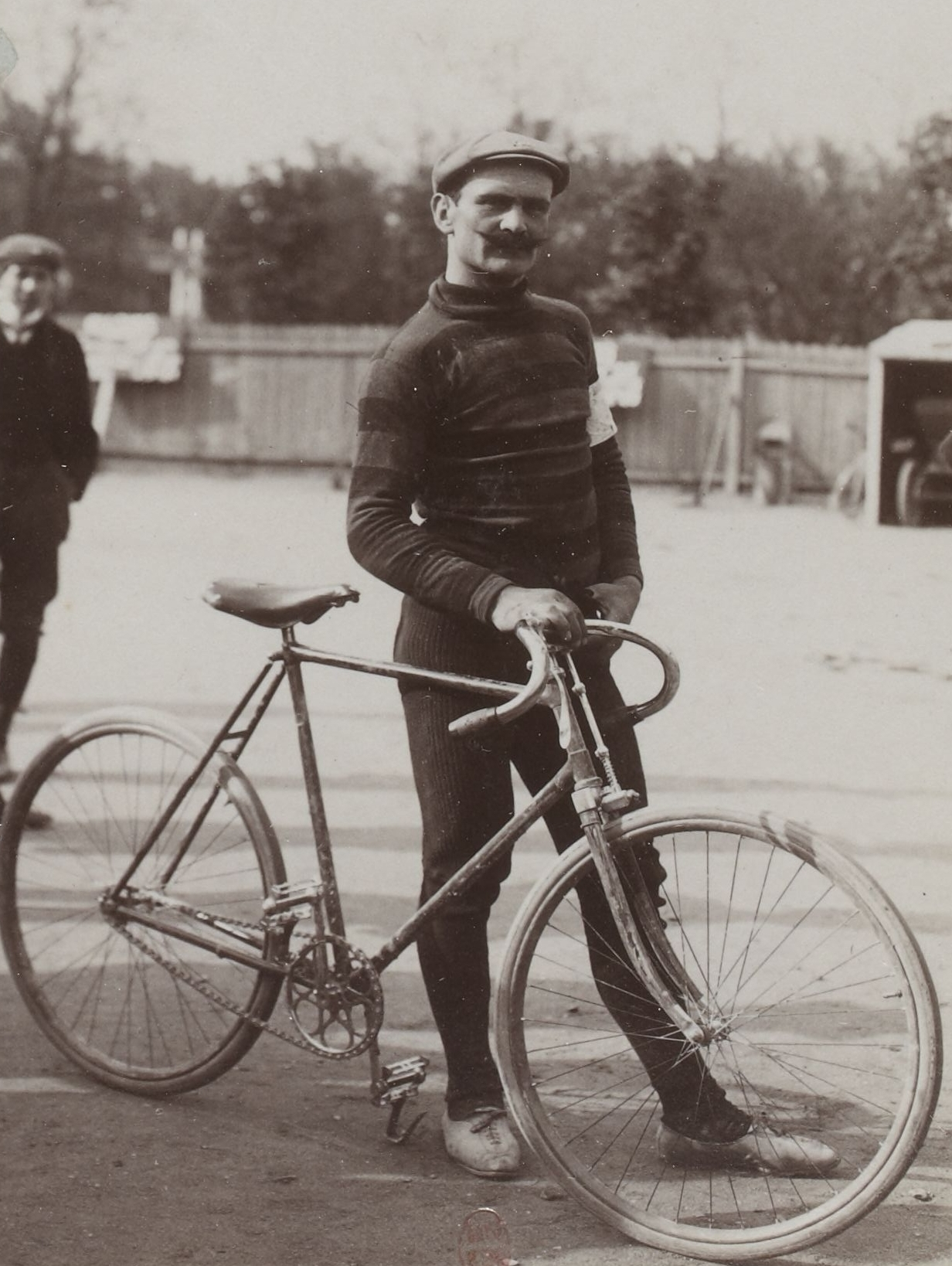
Hippolyte Aucouturier

Paris-Roubaix din 1903 a fost a opta ediție a Paris-Roubaix, o cursă clasică de ciclism de o zi din Franța. Evenimentul a avut loc pe 11 aprilie 1903 și s-a desfășurat pe o distanță de 268 de kilometri de la Paris până la velodromul din Roubaix. Câștigătorul a fost Hippolyte Aucouturier din Franța.

## Rezultate
| Loc | Ciclist                     | Timp        |
| --- | --------------------------- | ----------- |
| 1   | Hippolyte Aucouturier (FRA) | 9h 12' 30"  |
| 2   | Claude Chapperon (FRA)      | +00' 02"    |
| 3   | Louis Trousselier (FRA)     | +00' 39"    |
| 4   | Édouard Wattelier (FRA)     | +01' 02"    |
| 5   | Georges Lorgeou (FRA)       | +28' 30"    |
| 6   | Jean Fischer (FRA)          | +39' 30"    |
| 7   | Gustave Pasquier (FRA)      | +42' 30"    |
| 8   | Paul Trippier (FRA)         | +47' 30"    |
| 9   | Léon Georget (FRA)          | +55' 30"    |
| 10  | Oscar Lepoutre (BEL)        | +1h 00' 30" |